# Podnanos
Podnanos este o localitate din comuna Vipava, Slovenia, cu o populație de 396 de locuitori.